# PDE5-hämmare
PDE5-hämmare kallas en kategori läkemedel som används för att behandla erektil dysfunktion (ED) och pulmonell arteriell hypertension. Erektionen uppstår genom ett komplext samspel mellan olika hormoner, nervsignaler och kärlvidgning. Centralt för erektionsmekanismen är omvandlingen av ämnet guanosin-trifosfat (GTP) till cykliskt guanosinmonofosfat (cGMP) i den glatta muskulatur som omger penis svällkroppar. Enzymet som sedan ansvarar för nedbrytningen av cGMP heter fosfodiesteras typ 5 (PDE5). Dessa läkemedel verkar genom att förhindra den nedbrytande effekt som PDE5 har på cGMP.
PDE5-hämmare är förstavalsbehandling mot ED. Tabletterna tas cirka 30-60 minuter innan sexuell aktivitet (sildenafil, tadalafil, vardenafil, avanafil) eller i en låg, daglig dos (tadalafil).
De fyra läkemedlen inom denna kategori som är tillgängliga och godkända av Läkemedelsverket för behandling av impotens är: sildenafil (Viagra 1998), tadalafil (Cialis 2002), vardenafil (Levitra 2003), och avanafil (Spedra 2013). Tadalafil är långverkande, medan de tre övriga läkemedlen är mer kortverkande. Alla läkemedlen är receptbelagda och får således inte säljas receptfritt, vare sig på internet eller i fysiska apotek. PDE5-hämmare är ofta föremål för varuförfalskning.